# Кравченко, Михаил Никитович
Михаил Никитович Кравченко (2 июля 1908, Юрки, Козельщинский район — 31 июля 1983, Кордубаново, Полтавская область) — командир пулемётного отделения пулемётной роты 210-го гвардейского стрелкового полка гвардии старшина.

## Биография
Родился 2 июля 1908 года в селе Юрки Козельщинского района Полтавской области Украины. Украинец. Окончил 3 класса. Работал в совхозе.
В Красной Армии с сентября 1941 года. На фронте в Великую Отечественную войну с декабря того же года. Воевал в пехоте. К концу 1943 года гвардии сержант Кравченко — командир пулеметного отделения пулеметной роты 210-го гвардейского стрелкового полка 71-я гвардейской стрелковой дивизии.
2 декабря 1943 года в бою у деревни Торчилиха при отражении атак превосходящих сил противника гвардии сержант Кравченко, оставшись один и будучи раненным, поля боя не покинул, и продолжал вести огонь из пулемета до окончания боя. 3 декабря в этом же районе был вторично ранен, но опять остался в строю.
Приказом от 24 декабря 1943 года гвардии сержант Кравченко Михаил Никитович награждён орденом Славы 3-й степени.
Далее были бои за освобождение Прибалтики, форсирование Западной Двины. В 1944 году вступил в ВКП/КПСС.
13 августа 1944 года при отражении контратаки танков и пехоты противника у населенного пункта Анес-Мемеле гвардии старшина Кравченко огнём из пулемета отсек пехоту противника от танков и заставил её залечь, сразив при этом свыше 10 противников. Атаку танков бойцы роты отбили гранатами.
Приказом от 30 сентября 1944 года гвардии старшина Кравченко Михаил Никитович награждён орденом Славы 2-й степени.
1 ноября 1944 года в бою за лес Круглый в районе населенного пункта Муцениэки гвардии старшина Кравченко, ведя огонь и проявляя мужество и стойкость, отразил 6 атак противника, уничтожил большое количество противников и подавил 6 огневых точек. Под прикрытием его огня стрелковые подразделения выбили противников из леса.
Указом Президиума Верховного Совета СССР от 24 марта 1945 года за образцовое выполнение заданий командования в боях с немецко-вражескими захватчиками гвардии старшина Кравченко Михаил Никитович награждён орденом Славы 1-й степени. Стал полным кавалером ордена Славы.
В 1945 году был демобилизован. Жил в селе Кордубаново Глобинского района Полтавской области. Был рабочим в свеклосовхозе. Скончался 31 июля 1983 года.
Награждён орденами Красной Звезды, Славы 3-х степеней, медалями.